# Torremocha del Campo
Torremocha del Campo est une commune d'Espagne de la province de Guadalajara dans la communauté autonome de Castille-La Manche.
Le village a une superficie de 141,25 km 2 et est composée de plusieurs hameaux : Torremocha, Le Torresaviñan, Le Fuensaviñán, Laranueva, Renale, Torrecuadrada de los Valles et Navalpotro. Elle a une population totale de 175 habitants et une densité de 1,4 hab/km (source INE). C'est dans ce village qu'est mort, dans un accident de la circulation, l'ex-Premier vice-président du gouvernement, Manuel Gutiérrez Mellado en 1995.

## Administration
| Période                                  | Période | Identité | Étiquette | Qualité |
| ---------------------------------------- | ------- | -------- | --------- | ------- |
|                                          |         |          |           |         |
| Les données manquantes sont à compléter. |         |          |           |         |